# Als je bij me weggaat
Als je bij me weggaat is een nummer van het Nederlandse cabaret- en zangduo Acda en De Munnik uit 1997. Het is het laatste nummer op hun titelloze debuutalbum.
Het nummer is een ballad die gaat over een man die zo verliefd is op zijn vrouw, dat hij zich afvraagt wat hij zonder haar moet. Ondanks dat het nummer in Nederland geen hitlijsten bereikte, geniet het er toch bekendheid. 

## NPO Radio 2 Top 2000
Als je bij me weggaat stond in 2024 voor het eerst in de NPO Radio 2 Top 2000, op plek 1990.